# 2725 David Bender
2725 David Bender је астероид главног астероидног појаса. Приближан пречник астероида је 40,14 ,
а средња удаљеност астероида од Сунца износи 3,036 астрономских јединица (АЈ).
Инклинација (нагиб) орбите у односу на раван еклиптике је 15,532 степени, а орбитални период износи 1932,534 дана (5,290 година). Ексцентрицитет орбите астероида износи 0,147.
Апсолутна магнитуда астероида износи 10,40 а геометријски албедо 0,075.
Астероид је откривен 7. новембра 1978. године.